# Campionati italiani primaverili di nuoto 2011
I 58 Campionati italiani primaverili di nuoto si sono svolti a Riccione tra il 13 e il 17 aprile 2011. Hanno preso parte alle gare 116 società e oltre 500 nuotatrici e nuotatori. È stata usata la vasca da 50 m.

## Podi

### Uomini
| Evento               | Oro                                                                                                | Tempo    | Argento                                                                                  | Tempo    | Bronzo                                                                                          | Tempo    |
| Stile libero         | |          |                                                                                          |          |                                                                                                 |          |
| 50 m                 | Luca Dotto                                                                                         | 22.04    | Marco Orsi                                                                               | 22.26    | Lucio Spadaro                                                                                   | 22.48    |
| 100 m                | Luca Dotto                                                                                         | 48.58    | Filippo Magnini                                                                          | 49.10    | Marco Orsi                                                                                      | 49.34    |
| 200 m                | Gianluca Maglia                                                                                    | 1'48.60  | Marco Belotti                                                                            | 1'49.04  | Samuel Pizzetti                                                                                 | 1'49.36  |
| 400 m                | Samuel Pizzetti                                                                                    | 3'47.31  | Luca Baggio                                                                              | 3'50.05  | Cesare Sciocchetti                                                                              | 3'52.94  |
| 800 m                | Samuel Pizzetti                                                                                    | 7'49.79  | Luca Baggio                                                                              | 7'56.71  | Rocco Potenza                                                                                   | 8'01.20  |
| 1500 m               | Samuel Pizzetti                                                                                    | 14'56.47 | Rocco Potenza                                                                            | 15'12.77 | Luca Baggio                                                                                     | 15'15.66 |
| Dorso                | |          |                                                                                          |          |                                                                                                 |          |
| 50 m                 | Mirco Di Tora                                                                                      | 25.35    | Stefano Mauro Pizzamiglio                                                                | 25.60    | Niccolò Bonacchi                                                                                | 25.92    |
| 100 m                | Mirco Di Tora                                                                                      | 54.42    | Stefano Mauro Pizzamiglio                                                                | 55.40    | Fabio Laugeni                                                                                   | 55.56    |
| 200 m                | Sebastiano Ranfagni                                                                                | 1'59.24  | Fabio Laugeni                                                                            | 2'00.11  | Damiano Lestingi                                                                                | 2'00.36  |
| Rana                 | |          |                                                                                          |          |                                                                                                 |          |
| 50 m                 | Mattia Pesce                                                                                       | 27.87    | Fabio Scozzoli                                                                           | 27.90    | Nicolò Ossola                                                                                   | 28.10    |
| 100 m                | Mattia Pesce                                                                                       | 1'01.10  | Flavio Bizzarri                                                                          | 1'01.64  | Andrea Toniato                                                                                  | 1'02.01  |
| 200 m                | Flavio Bizzarri                                                                                    | 2'12.42  | Edoardo Giorgetti                                                                        | 2'12.66  | Luca Pizzini                                                                                    | 2'13.61  |
| Farfalla             | |          |                                                                                          |          |                                                                                                 |          |
| 50 m                 | Paolo Facchinelli                                                                                  | 24.10    | Lorenzo Benatti                                                                          | 24.23    | Piero Codia                                                                                     | 24.44    |
| 100 m                | Lorenzo Benatti                                                                                    | 53.58    | Paolo Facchinelli                                                                        | 53.76    | Stefano Iacobone                                                                                | 53.93    |
| 200 m                | Niccolò Beni                                                                                       | 1'57.82  | Francesco Pavone                                                                         | 1'58.98  | Gabriele Landini                                                                                | 1'59.41  |
| Misti                | |          |                                                                                          |          |                                                                                                 |          |
| 200 m                | Federico Turrini                                                                                   | 2'00.54  | Davide Cova Claudio Fossa                                                                | 2'02.69  |                                                                                                 |          |
| 400 m                | Federico Turrini                                                                                   | 4'14.18  | Luca Marin                                                                               | 4'17.04  | Matteo Pelizzari                                                                                | 4'21.68  |
| Staffette            | |          |                                                                                          |          |                                                                                                 |          |
| 4x100 m stile libero | Gruppo Sportivo Fiamme Oro Roma A Stefano Mauro Pizzamiglio Luca Leonardi Mirco Di Tora Marco Orsi | 3'18.18  | Larus Nuoto A Michele Santucci Marko Macciola Filippo Barbacini Filippo Magnini          | 3'18.41  | Gruppo Nuoto Fiamme Gialle Christian Galenda Gianluca Maglia Tommaso Romani Francesco Donin     | 3'21.49  |
| 4x200 m stile libero | Larus Nuoto A Andrea Mitchell D'Arrigo Michele Santucci Filippo Barbacini Filippo Magnini          | 7'17.10  | Circolo Canottieri Aniene A Marco Belotti Alex Di Giorgio Nicola Cassio Damiano Lestingi | 7'18.87  | Centro Sportivo Carabinieri Cesare Sciocchetti Francesco Vespe Alessandro Calvi Samuel Pizzetti | 7'21.63  |
| 4x100 m misti        | Gruppo Sportivo Fiamme Oro Roma A Mirco Di Tora Alberto Catalano Joseph Davide Natullo Marco Orsi  | 3'39.08  | Larus Nuoto Fabio Laugeni Flavio Bizzarri Marko Macciola Michele Santucci                | 3'39.57  | Circolo Canottieri Aniene A Damiano Lestingi Edoardo Giorgetti Lorenzo Benatti Marco Belotti    | 3'39.90  |

### Donne
| Evento               | Oro                                                                                          | Tempo    | Argento                                                                                    | Tempo    | Bronzo                                                                                     | Tempo    |
| Stile libero         |                                                                                              |          |                                                                                            |          |                                                                                            |          |
| 50 m                 | Erika Ferraioli                                                                              | 25.98    | Giada Galizi                                                                               | 26.03    | Ylenia Sciarrini                                                                           | 26.10    |
| 100 m                | Federica Pellegrini                                                                          | 54.98    | Chiara Masini Luccetti                                                                     | 55.89    | Renata Spagnolo                                                                            | 56.01    |
| 200 m                | Federica Pellegrini                                                                          | 1'56.98  | Renata Spagnolo                                                                            | 2'00.35  | Alice Nesti                                                                                | 2'00.40  |
| 400 m                | Federica Pellegrini                                                                          | 4'03.49  | Martina De Memme                                                                           | 4'12.05  | Alice Nesti                                                                                | 4'13.67  |
| 800 m                | Federica Pellegrini                                                                          | 8'31.08  | Rachele Bruni                                                                              | 8'35.01  | Martina De Memme                                                                           | 8'40.30  |
| 1500 m               | Martina Rita Caramignoli                                                                     | 16'19.78 | Rachele Bruni                                                                              | 16'22.37 | Martina Grimaldi                                                                           | 16'33.54 |
| Dorso                |                                                                                              |          |                                                                                            |          |                                                                                            |          |
| 50 m                 | Arianna Barbieri                                                                             | 28.70    | Elena Gemo                                                                                 | 28.87    | Carlotta Zofkova                                                                           | 29.30    |
| 100 m                | Elena Gemo                                                                                   | 1'01.22  | Carlotta Zofkova                                                                           | 1'01.53  | Arianna Barbieri                                                                           | 1'01.89  |
| 200 m                | Federica Sorriso                                                                             | 2'13.30  | Federica Meloni                                                                            | 2'13.73  | Elena Gemo                                                                                 | 2'14.07  |
| Rana                 |                                                                                              |          |                                                                                            |          |                                                                                            |          |
| 50 m                 | Chiara Boggiatto                                                                             | 32.06    | Erica Donadon                                                                              | 32.35    | Martina Carraro                                                                            | 32.47    |
| 100 m                | Chiara Boggiatto                                                                             | 1'09.74  | Nicol Valentini                                                                            | 1'10.14  | Ilaria Scarcella                                                                           | 1'10.45  |
| 200 m                | Chiara Boggiatto                                                                             | 2'26.63  | Lisa Fissneider                                                                            | 2'27.58  | Giulia De Ascentis                                                                         | 2'29.42  |
| Farfalla             |                                                                                              |          |                                                                                            |          |                                                                                            |          |
| 50 m                 | Elena Gemo                                                                                   | 26.84    | Elena Di Liddo                                                                             | 27.06    | Ilaria Bianchi                                                                             | 27.22    |
| 100 m                | Ilaria Bianchi                                                                               | 59.17    | Elena Di Liddo                                                                             | 59.82    | Caterina Giacchetti                                                                        | 59.88    |
| 200 m                | Caterina Giacchetti                                                                          | 2'09.84  | Alessia Polieri                                                                            | 2'10.17  | Stefania Pirozzi                                                                           | 2'11.19  |
| Misti                |                                                                                              |          |                                                                                            |          |                                                                                            |          |
| 200 m                | Alessia Polieri                                                                              | 2'14.37  | Marussia Pietrocola                                                                        | 2'16.50  | Stefania Pirozzi                                                                           | 2'17.32  |
| 400 m                | Alessia Polieri                                                                              | 4'41.88  | Stefania Pirozzi                                                                           | 4'42.17  | Susanna Negri                                                                              | 4'48.24  |
| Staffette            |                                                                                              |          |                                                                                            |          |                                                                                            |          |
| 4x100 m stile libero | Plain Team Veneto A Silvia Coppetta Alice Carpanese Alice Mizzau Giada Trentin               | 3'45.86  | Centro Sportivo Esercito Erika Ferraioli Flavia Zoccari Laura Letrari Silvia Florio        | 3'46.61  | Circolo Canottieri Aniene A Elena Di Liddo Gigliola Tecchio Elena Gemo Federica Pellegrini | 3'48.16  |
| 4x200 m stile libero | Centro Sportivo Esercito Martina De Memme Flavia Zoccari Silvia Florio Rachele Bruni         | 8'12.19  | Plain Team Veneto Alice Carpanese Alice Mizzau Marina Zanutto Silvia Copetta               | 8'12.49  | Team Lombardia Nuoto MGM Erica Buratto Marussia Pietrocola Pamela Gabrieli Susanna Negri   | 8'18.75  |
| 4x100 m misti        | Circolo Canottieri Aniene A Elena Gemo Giulia De Ascentis Elena Di Liddo Federica Pellegrini | 4'08.39  | Centro Sportivo Esercito Valentina De Nardi Chiara Boggiatto Silvia Florio Erika Ferraioli | 4'09.79  | Aurelia Unicusano A Federica Sorriso Nicol Valentini Emanuela Albenzi Ylenia Sciarrini     | 4'10.86  |

### Classifica per società
- maschile

1. Circolo Canottieri Aniene (261,50)
2. Gruppo Sportivo Fiamme Oro Roma (177,00)
3. Larus Nuoto (158,50)

- femminile

1. Circolo Canottieri Aniene (249,50)
2. Centro Sportivo Esercito (249,00)
3. Imolanuoto (126,00)